# Aimo Johannes Lahti
Aimo Johannes Lahti (28. dubna 1896 Viiala – 19. dubna 1970 Jyväskylä) byl finský dělník a voják, který se coby samouk postupně vypracoval na špičkového armádního zbrojíře, puškaře a konstruktéra palných zbraní. Získal hodnost generálmajora finských ozbrojených sil.
Jím zkonstruované zbraně, z nichž nejznámější je samopal Suomi, všeobecně hodnocený jako jeden z nejlepších samopalů své doby, představovaly obrovský přínos pro finský válečný průmysl a obranyschopnost země.

## Nejznámější projekty

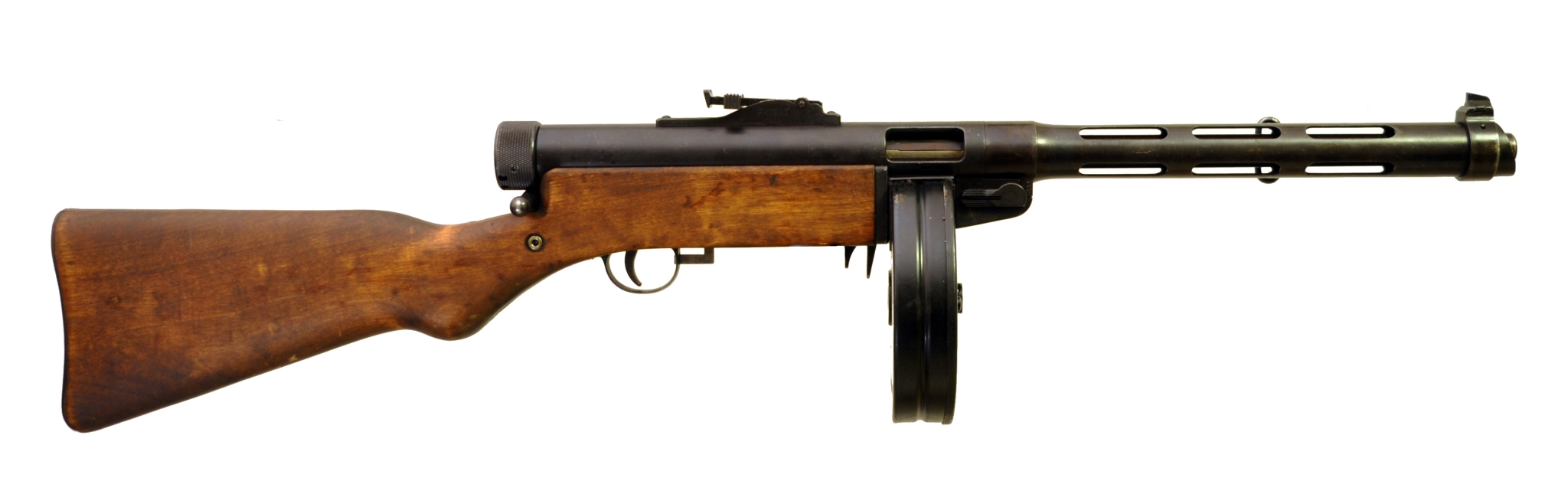
Suomi m/1931
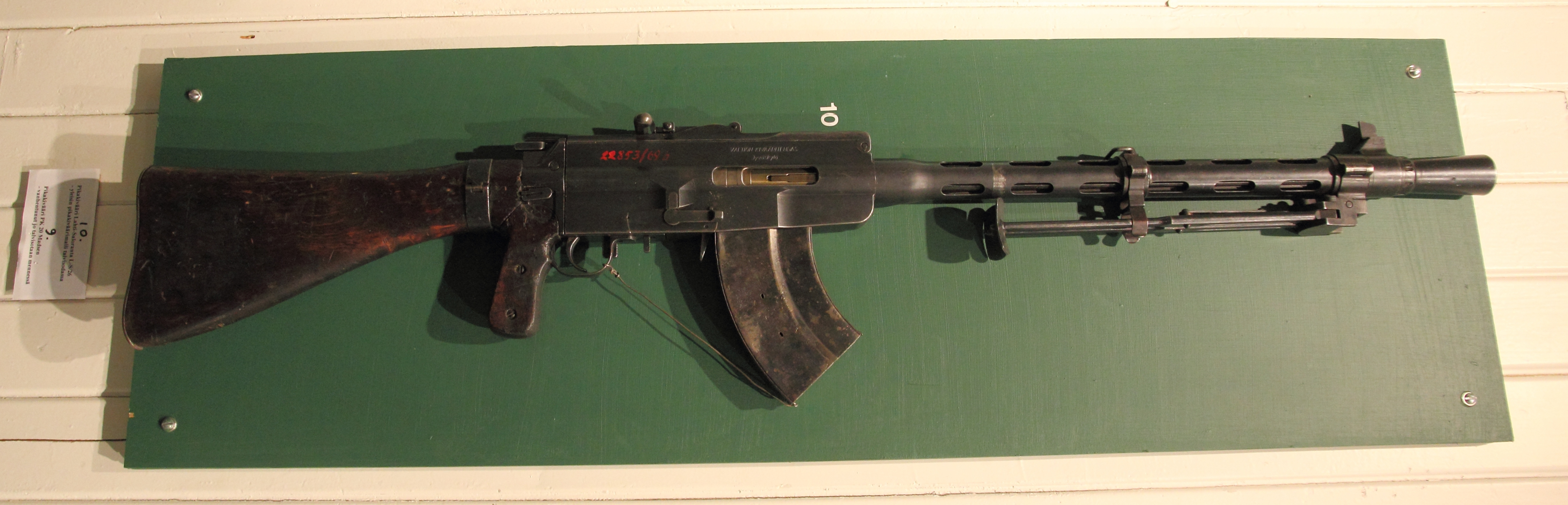
Lahti-Saloranta M/26
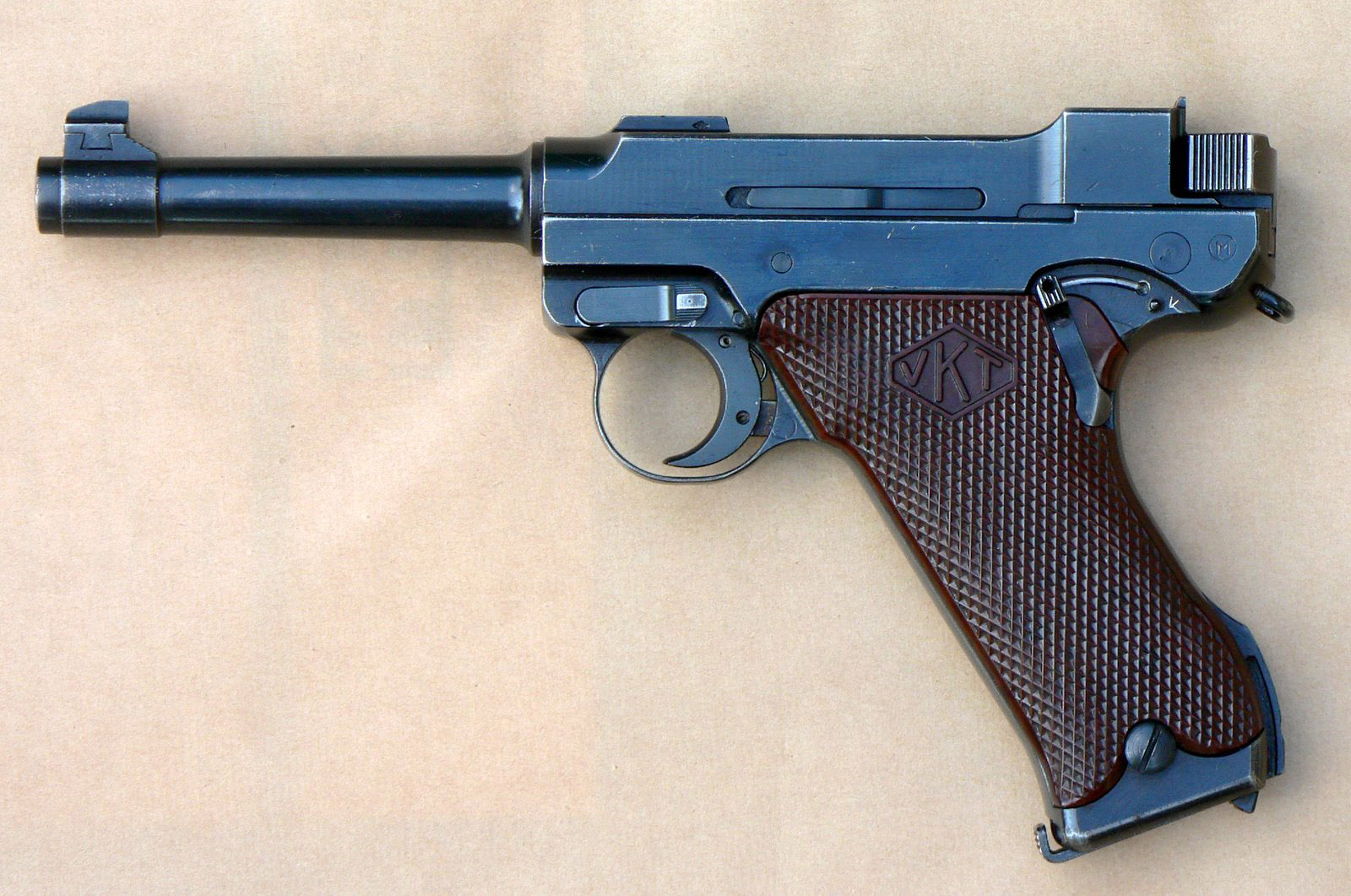
Lahti L-35
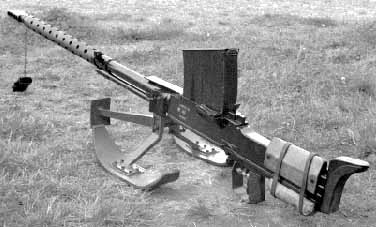
Lahti L-39
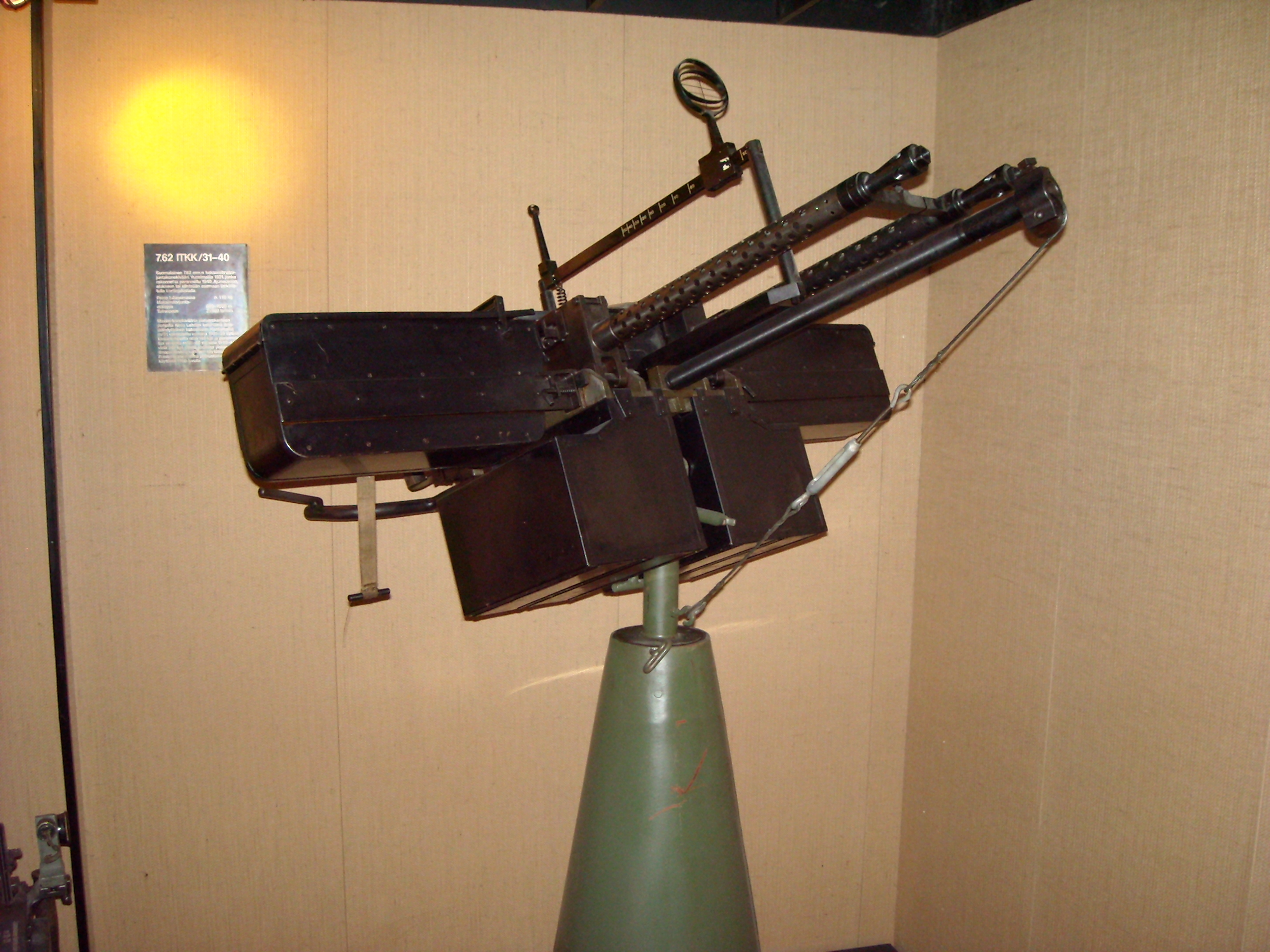
7,62 ITKK 31 VKT
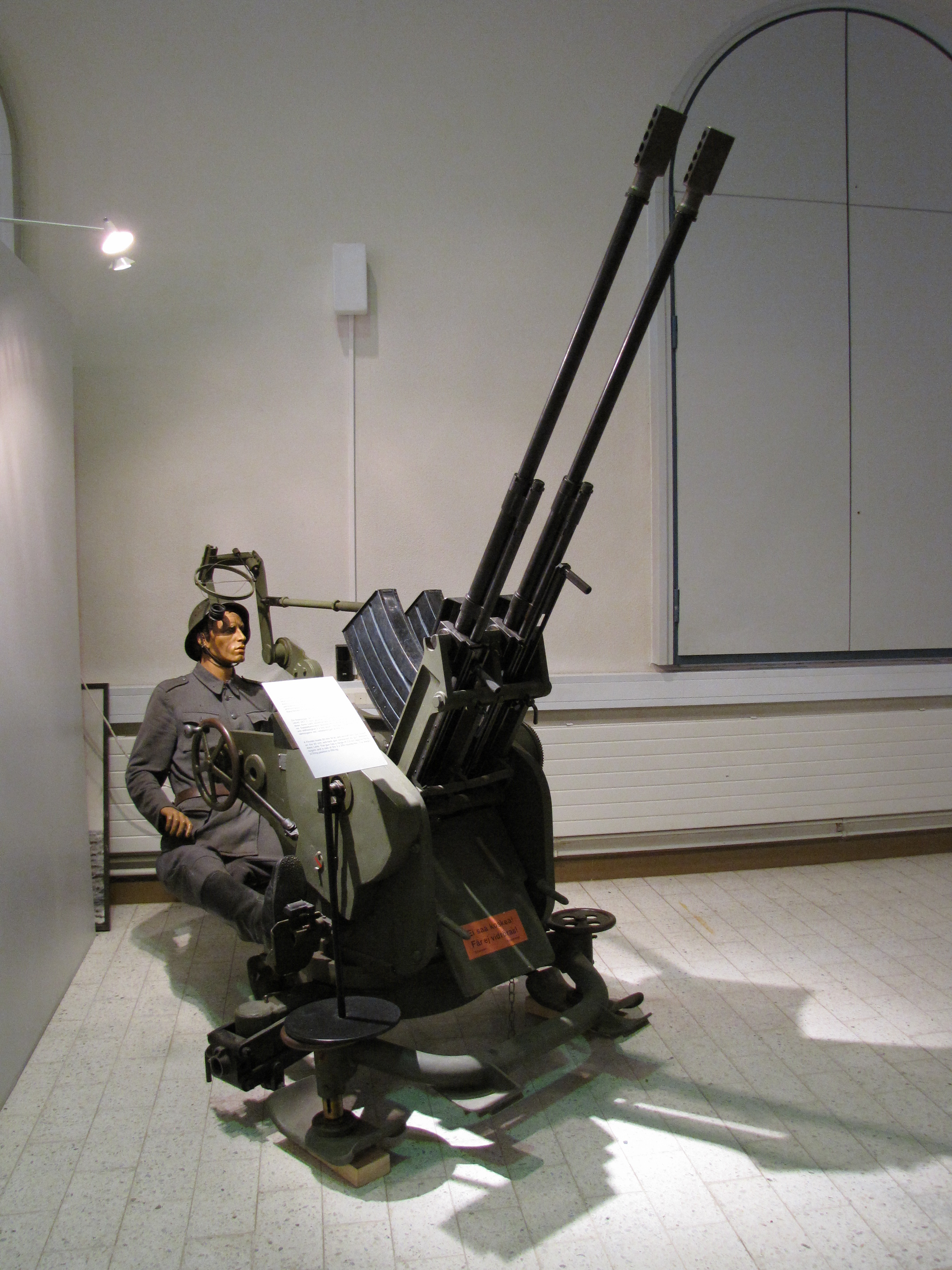
20 ITK 40 VKT